# Stalitochara kabiliana
Stalitochara kabiliana es una especie de araña araneomorfa de la familia Dysderidae. Es la única especie del género monotípico Stalitochara.  

## Distribución
Es originaria de Argelia.